# Platon Chirinski-Chikhmatov
Prince Platon Aleksandrovitch Chirinski-Chikhmatov, (en russe : Платон Александрович Ширинский-Шихматов), (1790-1853), est un homme politique russe, ministre de l'instruction publique du 20 octobre 1849 au 7 avril 1853, membre du Conseil d'État (1850), fondateur et premier président de la commission archéographique.

## Biographie
Il est issu d'une vieillie famille princière, les Chirinski-Chikhmatov.
Après avoir terminé son cursus militaire dans les cadets de marine, il participe à la guerre de 1812-1814.
En 1820 il devient chef de la 2e section du département d’ingénierie et en 1824, directeur du cabinet du ministère de l'Instruction publique ou il demeure jusqu'à la fin de sa vie. Il y occupe les postes de membres du conseil d’administration, directeur du département, assistant du ministre (1842) et enfin, ministre en 1849.
Il prend une part active à l'ouverture de la Commission archéographique et en devient le premier président. Lors de sa présidence il participe également à la création d'un dictionnaire Vieux Slave-Russe.
Conservateur, surnommé « le patriote », il cherche à protéger la jeunesse étudiante des idées occidentales qu'il juge nuisible.
Il est un adepte des idées d'Alexandre Chichkov.